# コサカ精機
コサカ精機株式会社（こさかせいき）は、愛知県大府市に本社を置く自動車部品メーカーである。
l

## 概要
事業領域は、自動車用ボディーゲージ、自動測定機、加工専用機等の設計・製作である。

## 沿革
- 1953年（昭和28年） - 個人企業として名古屋市中川区にて鉄工所を創業。
- 1959年（昭和34年） - 資本金50万円で合資会社小坂鉄工所を設立。豊田工機の協力工場となる。
- 1966年（昭和41年） - 自動車用ボディーゲージの設計・製作を開始。トヨタ自動車の協力工場となる。
- 1967年（昭和42年） - 愛知県刈谷市一ツ木町に刈谷工場増設。
- 1968年（昭和43年） - 合資会社を株式会社に組織変更し社名を「コサカ精機」に変更。
- 1973年（昭和48年） - 専用機組立工場を増設。資本金を1,000万円に増資。
- 1977年（昭和52年） - 資本金を2,000万円に増資。
- 1981年（昭和56年） - 愛知県大府市横根町に大府工場完成。刈谷工場から全面移転する。
- 1989年（平成元年） - 大府工場にボディーゲージ専用工場を増設。
- 1994年（平成6年） - 本社を名古屋市中川区から大府工場同所へ移転。
- 2001年（平成13年） - 人間工学的車両評価設備の開発。
- 2006年（平成18年） - 低周波電磁誘導過熱水蒸気採用の高速乾燥装置【速乾くん】を販売開始。
- 2007年（平成19年） - ISO14001 認証取得[2]。

## 事業所
- 本社／本社工場（愛知県大府市）